# Joan Röell
Joan Röell (Haarlem, 21 juli 1844 – Den Haag, 13 juli 1914) was een liberaal jurist en politicus uit een vooraanstaande familie van bestuurders.
Röell was als oud-griffier van de Staten van Holland goed ingevoerd in het binnenlands bestuur en de waterhuishouding. In 1877 werd hij voor het district Utrecht tot Tweede Kamerlid gekozen. Nadat hij in 1886 niet herkozen was, werd hij lid van de Eerste Kamer der Staten-Generaal. Hij trad daar verzoenend op in de schoolwetkwestie.
Tijdens de kabinetsformatie van 1894 formeerde hij het gematigd liberale kabinet-Röell, dat een verdubbeling van het aantal kiezers tot stand bracht. Hij werd daarin zelf minister van Buitenlandse Zaken. In 1901 keerde hij terug in de Tweede Kamer, waarvan hij in 1905 ook voorzitter werd. In 1909 werd hij niet herkozen, waardoor er ook een einde kwam aan zijn Kamervoorzitterschap.
Van 1912 tot 1914 was Röell vicepresident van de Raad van State.
Schimmelpenninck ·
De Kempenaer ·
Thorbecke ·
Van Hall ·
Van der Brugghen ·
Rochussen ·
Van Zuylen van Nijevelt ·
Van Heemstra ·
Fransen van de Putte ·
Van Zuylen van Nijevelt ·
Van Bosse ·
De Vries ·
J. Heemskerk ·
Kappeyne van de Coppello ·
Van Lynden van Sandenburg ·
Mackay ·
Van Tienhoven ·
Roëll ·
Pierson ·
Kuyper ·
De Meester ·
T. Heemskerk ·
Cort van der Linden ·
Ruijs de Beerenbrouck ·
Colijn ·
De Geer ·
Gerbrandy ·
Schermerhorn ·
Beel ·
Drees ·
De Quay ·
Marijnen ·
Cals ·
Zijlstra ·
De Jong ·
Biesheuvel ·
Den Uyl ·
Van Agt ·
Lubbers ·
Kok ·
Balkenende ·
Rutte ·
Schoof
- Biografisch Portaal: 81594086
- International Standard Name Identifier: 0000 0003 8944 091X
- Nederlandse Thesaurus van Auteursnamen: 069345155
- Parlement.com: vg09ll5vw9z2
- Virtual International Authority File: 282878438
- WorldCat: E39PBJkdfXDYdTRxvBJDDRPRKd